# Pardosa gefsana
Pardosa gefsana är en spindelart som beskrevs av Roewer 1959. Pardosa gefsana ingår i släktet Pardosa och familjen vargspindlar. Inga underarter finns listade i Catalogue of Life.